# Leptotarsus (Macromastix) collessi
Leptotarsus (Macromastix) collessi is een tweevleugelige uit de familie langpootmuggen (Tipulidae). De soort komt voor in het Australaziatisch gebied.